# إرهاب اليمين المتطرف في إسبانيا
إرهاب اليمين المتطرف في إسبانيا تصاعدت بعد وفاة الديكتاتور فرانسيسكو فرانكو عام 1975، واستمرت حتى أوائل الثمانينيات. يشير المصطلح (بالإسبانية: Terroro tardofranquista، lit. late Francoist Terror) إلى الإجراءات التي قامت بها الجماعات الفاشية واليمينية المتطرفة التي عارضت التغييرات التي حدثت أثناء الانتقال إلى الديمقراطية، والمكرسة أساسًا لعنف الشوارع ضد الأشخاص من أيديولوجيات أخرى.
نتيجة لأفعالهم مات ما بين 66 و77 و95 شخصًا. تراوحت أفعالهم من اغتيال الأفراد إلى القتل الجماعي، وتركزت ضد اليساريين، على الرغم من أنهم قتلوا أيضًا مواطنين لا علاقة لهم بالسياسة. استخدموا أسماء مختلفة ، مثل كتيبة الباسك الإسبانية وغيرها من الأسماء، على الرغم من أنه تم ذكر اسمهم بشكل شائع وصراحةً إرهاب اليمين المتطرف إلا أنه لم يكن هناك سوى عدد قليل من شبكات الإرهاب المعروفة وأنشأوا بناءً على ذلك أسماء مختلفة حسب الحاجة.

## التاريخ
بالتوازي مع إعلان حالة الاستثناء في بيسكاي وغيبوثكوا في أبريل 1975، تم شن الهجمات الأولى ضد البضائع والأشخاص المرتبطين بـ إيتا وشبكات دعمهم، خاصة في بلاد الباسك الفرنسية، ولكن أيضًا في الأراضي الإسبانية. يعتبر الهجوم بالقنابل على مكتبة موغالدي في هينداي في 7 أبريل 1975 أول عمل مسلح للإرهاب الفاشستي الإسباني. في 12 يوليو 1975 قدمت هذه الجماعات علنًا اسمها الأول: إيتا، عند ادعائها الهجمات في الأشهر السابقة في وسائل الإعلام. في هذا الوقت لم تكن هذه الجماعات قد ارتكبت بعد أعمالا أدت إلى سقوط قتلى.